# Orthonecroscia coeruleomaculata
Orthonecroscia coeruleomaculata är en insektsart som beskrevs av Günther 1943. Orthonecroscia coeruleomaculata ingår i släktet Orthonecroscia och familjen Diapheromeridae. Inga underarter finns listade i Catalogue of Life.